# Grąblin
Grąblin – wieś w Polsce położona w województwie wielkopolskim, w powiecie konińskim, w gminie Kramsk. Grąblin wraz z Grąblinkiem oraz Dąbrówką tworzą sołectwo Grąblin.
W latach 1975–1998 miejscowość administracyjnie należała do województwa konińskiego.
W tutejszym lesie miały miejsce nieuznane oficjalnie przez Kościół rzymskokatolicki objawienia maryjne, związane z licheńskim sanktuarium. W pobliskim Lesie Grąblińskim, przy miejscu objawień znajduje się klasztor sióstr Anuncjatek i Kościół Matki Bożej Dziesięciu Cnót Ewangelicznych.

## Grafika

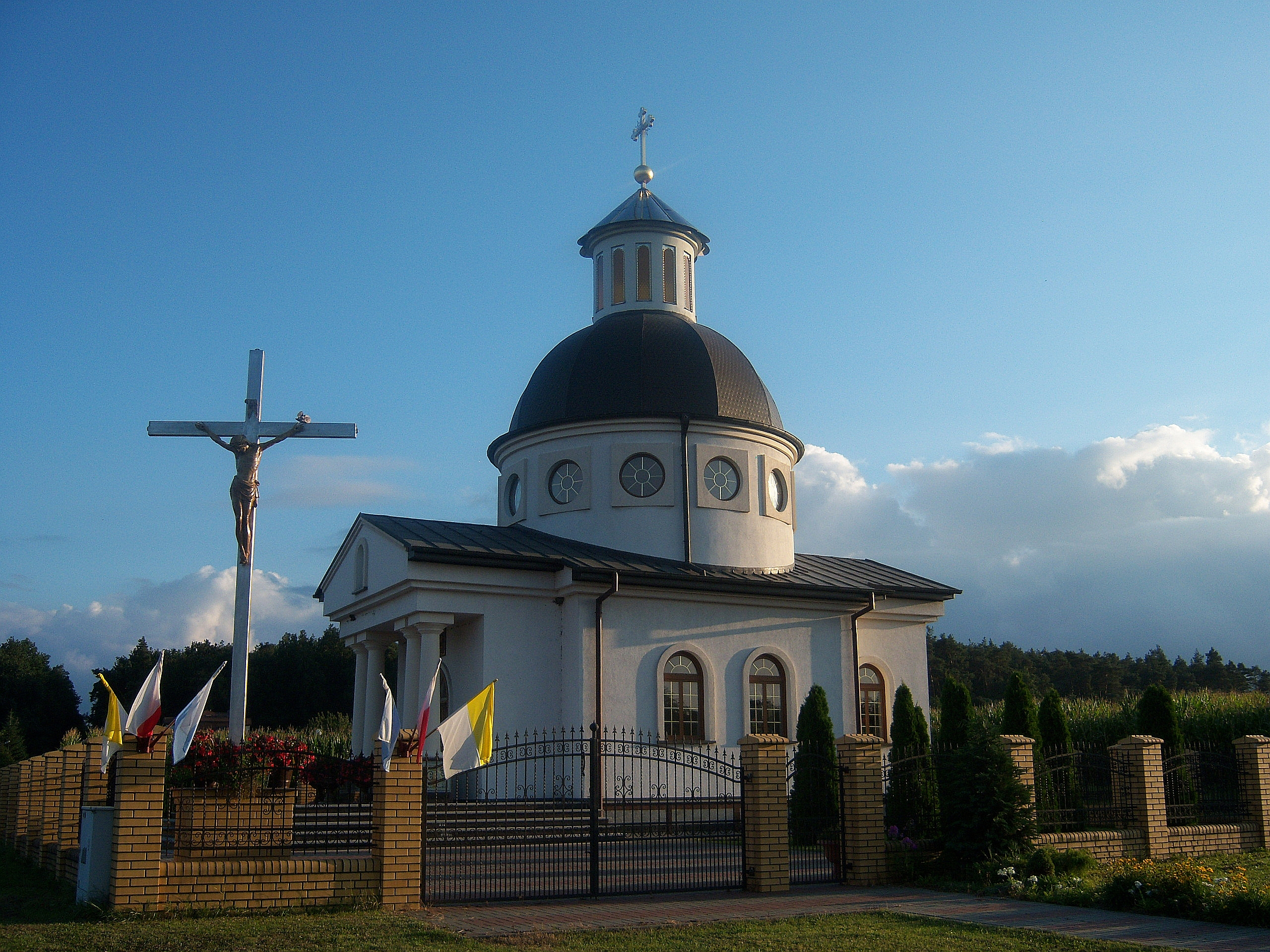
Kapliczka we wsi